# Dombóvár
Dombóvár (Duits: Dombowa) is een stad in Zuidwest-Hongarije met 17.760 inwoners (2021), gelegen aan de Kapos in de zuidwesthoek van het comitaat Tolna. 
De plek waar Dombóvár ligt, was al in prehistorie bewoond. In de Romeinse tijd bevond zich hier een brug over de Kapos, de Pons Sociorum Mansuectina. Van de 13e-eeuwse burcht met woontorens zijn nog ruïnes te zien. De plaats kwam tot ontwikkeling, nadat hij in 1872 op het spoorwegnet was aangesloten en zich tot een knooppunt ontwikkelde. In 1902 kreeg Dombóvár, dat eerder Ódombóvár heette, zijn huidige naam. In 1946 werd het naburige Újdombóvár geannexeerd. In 1969 kreeg Dombóvár een ziekenhuis. Op 1 april 1970 kreeg het de status van stad. Vier jaar later werd het kuurcomplex Gunarasfürdő geopend.
Het culturele centrum van Dombóvár, het Tinódihuis (Tinódi ház), werd in 1979 in gebruik genomen en is genoemd naar Sebestyén Tinódi Lantos, de dichter-luitenist die hier in de 16de eeuw actief was. In de stad staat ook een standbeeld van hem. 
De voornaamste particuliere werkgever in de stad is verwarmingsketelproducent Viessmann.

## Stedenbanden
Dombóvár onderhoudt stedenbanden met Kernen im Remstal (Duitsland), Ogulin en Vir (beide Kroatië), Höganäs (Zweden) en Gheorgheni (Roemenië).